# برزان
برزان (به روسی: Березань) شهری در استان کیف در کشور اوکراین واقع شده‌است. جمعیت این شهر ۱۶,۲۰۲ نفر (۲۰۲۱ تخمینی) است.